# Liste des véhicules Seat

## Modèles sous licence FIAT

### Années 1950
- Seat 1400
- Seat 600

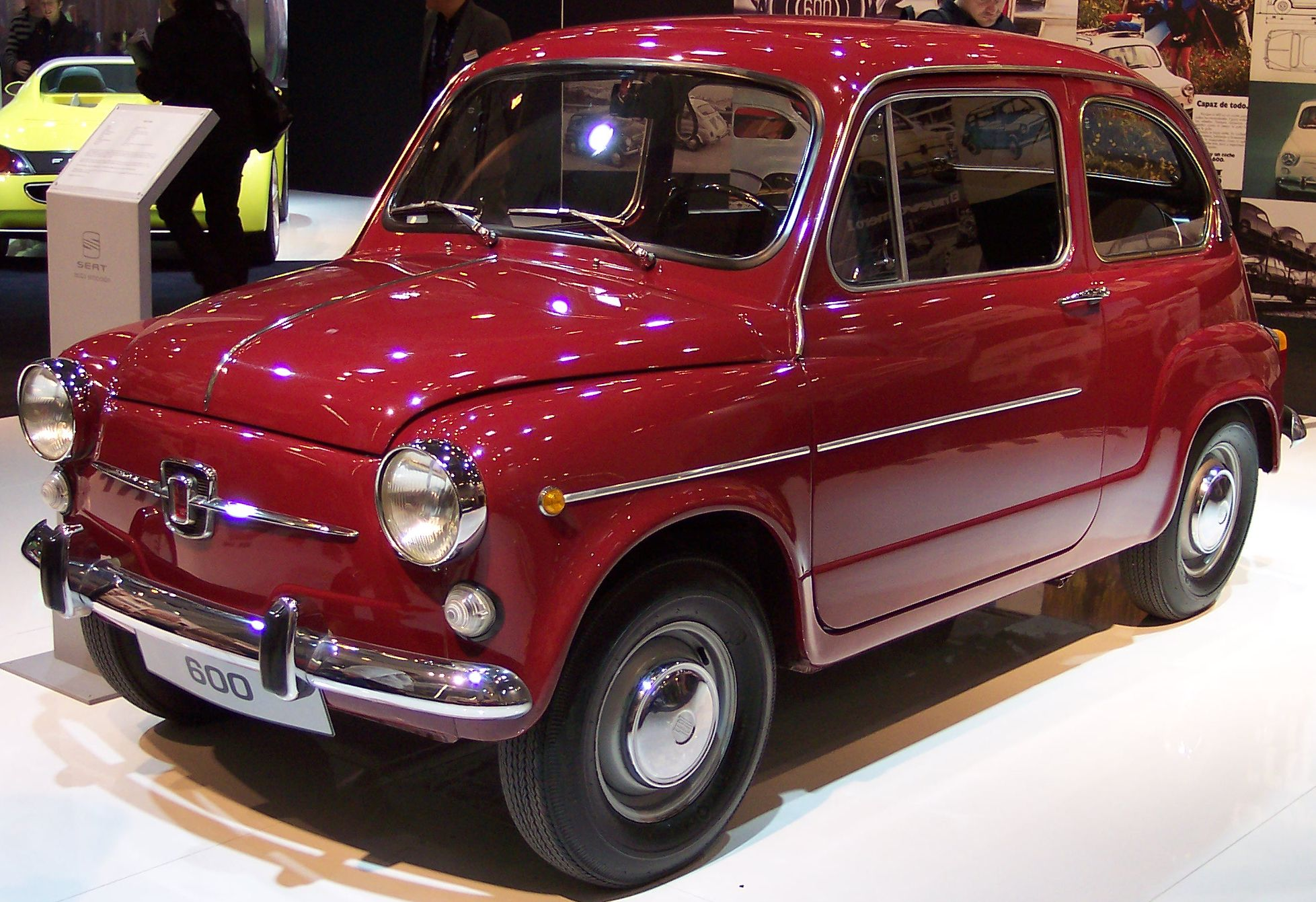
Seat 600

- Seat 800 version 4 portes de la Seat 600

### Années 1960
- Seat 1500
- Seat 850 et sa version 4 portes spécifique
- Seat 850 Sport Coupé
- Seat 850 Sport Spider
- Seat 124
- Seat 1430

### Années 1970
- Seat 124 Sport
- Seat Mallorca
- Seat 127
- Seat 132

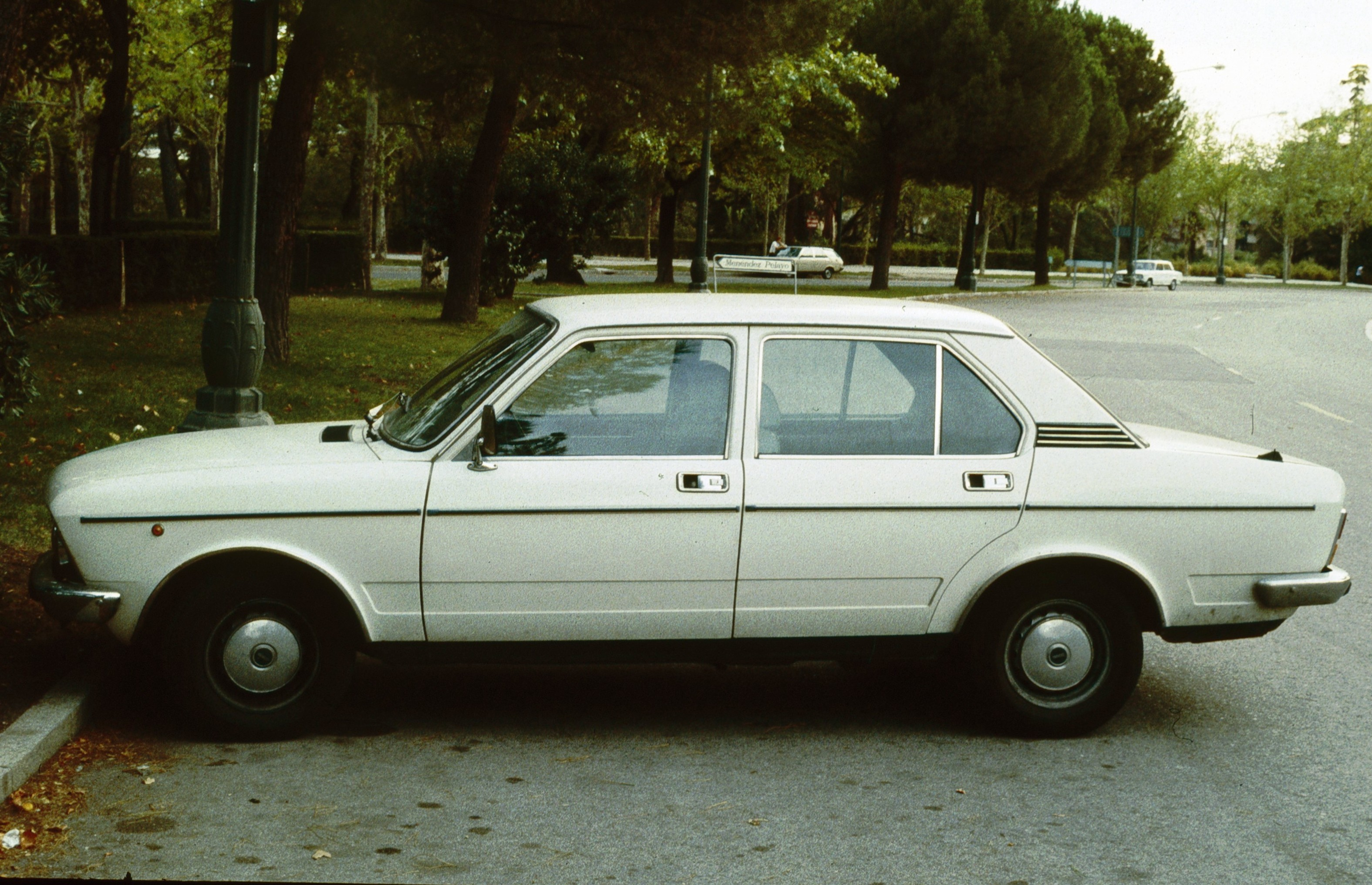
SEAT 132

- Seat 133 premier modèle typiquement SEAT bien que développé sur une technologie FIAT
- Seat 131
- Seat 1200 Sport modèle typiquement SEAT sur base technologique de la FIAT 127
- Seat 128 Coupé 3P
- Seat Ritmo

### Années 1980
- Seat Panda
- Seat Ronda évolution de la Ritmo
- Seat Trans équivalent au FIAT 127 Fiorino mais sur une base Panda
- Seat Fura évolution de la FIAT 127

## Modèles sous l'ère Volkswagen

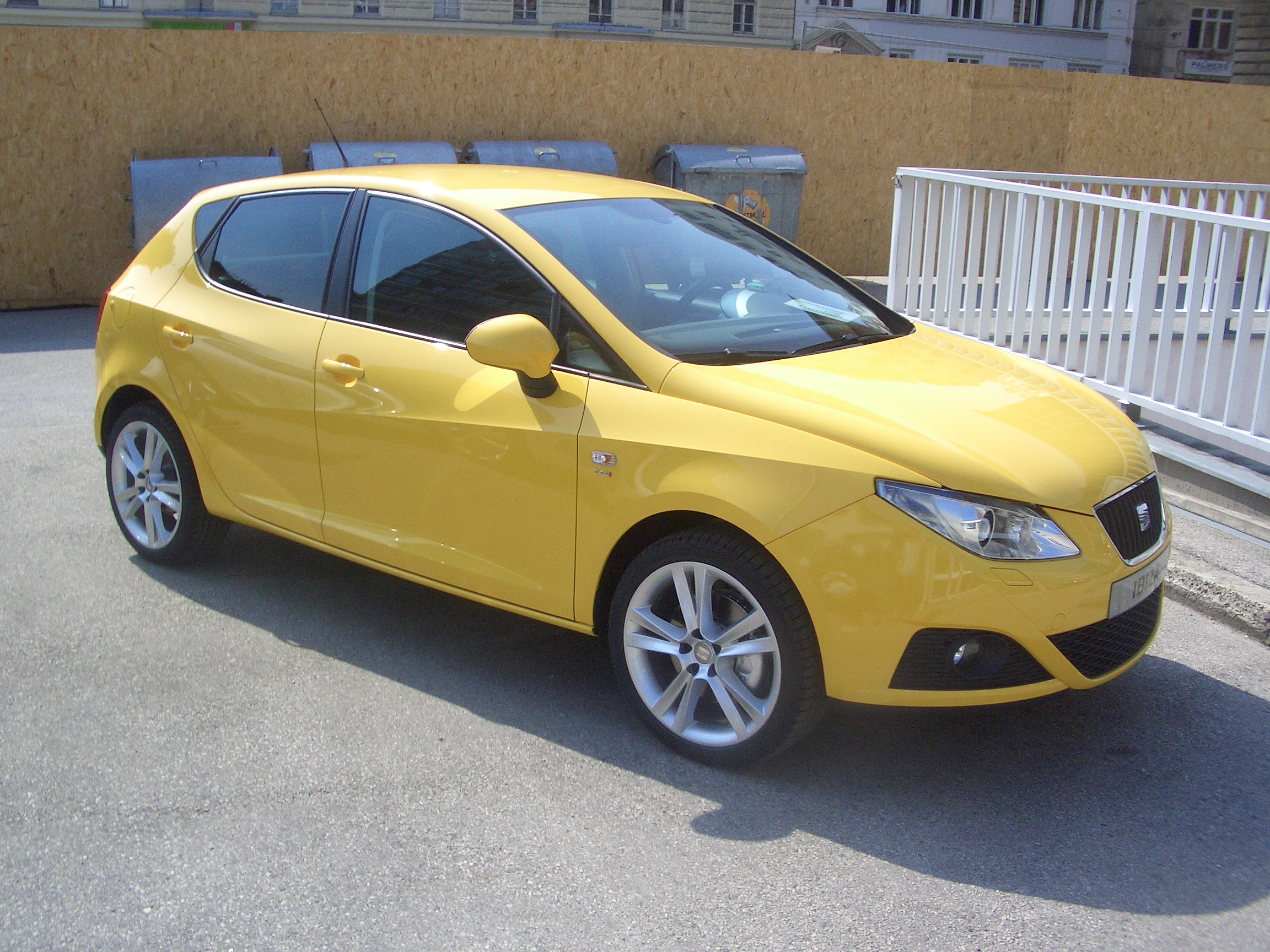
Une Seat Ibiza.

- Seat Ibiza I développée sur la technologie de la Ronda/Fiat Ritmo
- Seat Malaga berline 4 portes dérivée de la Ronda/Fiat Ritmo
- Seat Marbella dérivée de la Fiat Panda 1re génération
- Seat Terra dérivé du Trans sur base Fiat Panda
- Seat Toledo I (première Seat développée par VW et utilisant des composants VW)

### Années 1990
- Seat Ibiza II
- Seat Inca
- Seat Córdoba I
- Seat Arosa
- Seat Toledo II

### Années 2000
- Seat León I (1999-2005)
- Seat Ibiza III, citadine (Mars 2002-2008)
- Seat Córdoba II, berline compacte tricorps (Janvier 2003-2009)
- Seat León II, berline compacte (Mai 2005-2012)
- Seat Altea, monospace compact (Juin 2004-)
- Seat Altea XL, monospace compact (Novembre 2006-)
- Seat Toledo III, berline familiale (Octobre 2004-2009)
- Seat Ibiza IV (petite compacte) (2008-)
- Seat Exeo (berline routière) (2008-2013)
- Seat Alhambra, monospace (Septembre 1996-2010)
- Seat Altea Freetrack, 4X4 compact (Septembre 2007-)

### Années 2010
- Seat Mii (citadine) (2012-)
- Seat León (compacte) (2012-)
- Seat Cupra (édition sport IBiza et Leon)
- Seat Toledo (familiale) (2012-)
- Seat ATECA (SUV) (2016-)
- Seat Alhambra (grand monospace) (2010-)

## Seat Sport

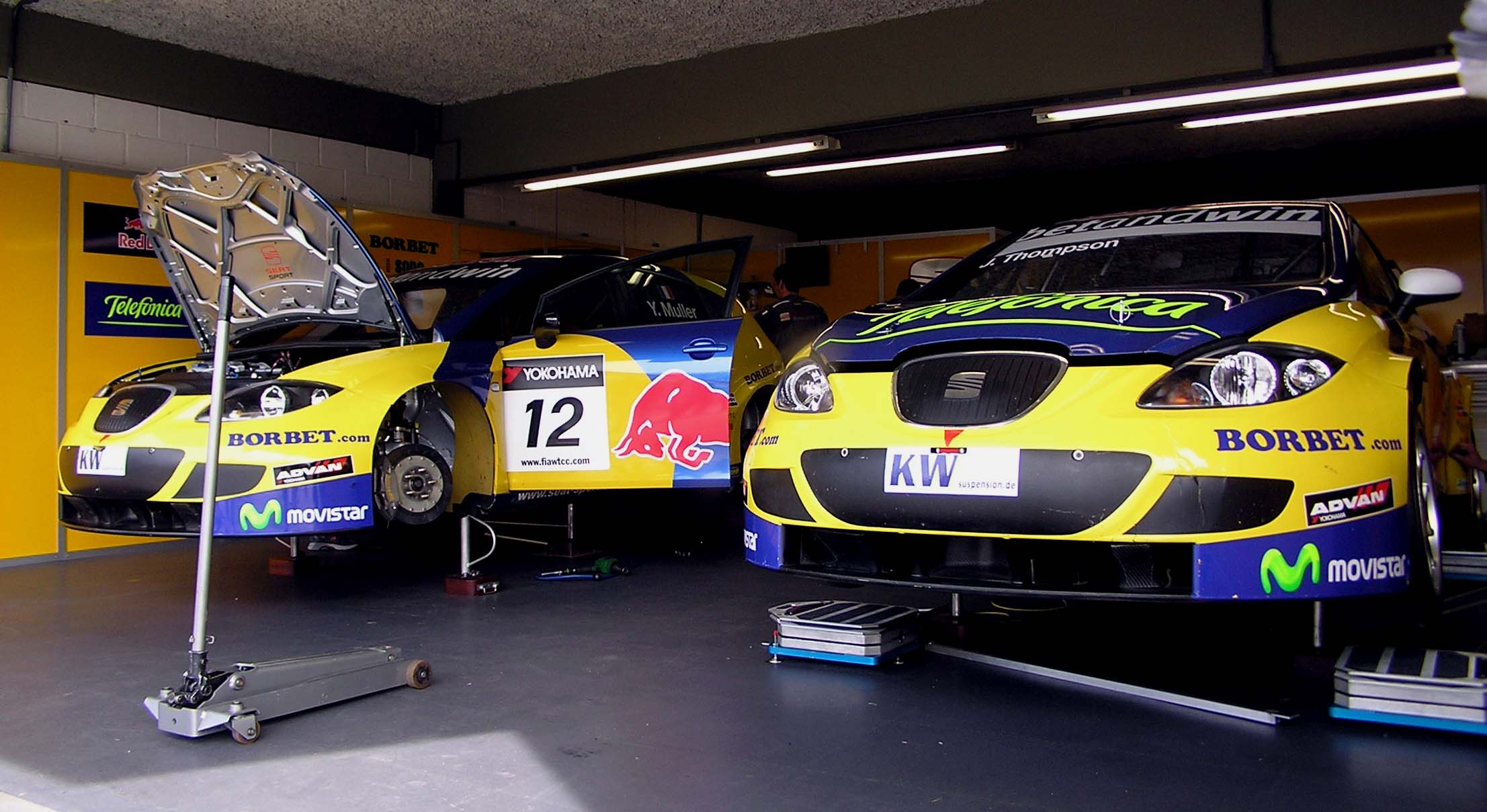
SEAT Leon WTCC

- Seat Cupra GT
- Seat Leon WTCC
- Seat World Rally Car (WRC)
- Seat BTCC
- Seat Cupra Championship (SCC)

## Prototypes et concept-car Seat
- Seat Proto C, 1990
- Seat Proto TL, 1990
- Seat Cupra GT
- Seat Bolero, 1998
- Seat Formula, 1999
- Seat Salsa, 2000
- Seat Salsa Emocion, 2000
- Seat Arosa City Cruiser, 2001
- Seat Arosa Racer, 2001
- Seat Tango, 2001
- Seat Altea Prototipo, 2003
- Seat Toledo Prototipo, 2004
- Seat León Prototipo, 2005
- Seat Altea FR, 2005
- Seat Ibiza Vaillante, 2006
- Seat Altea Freetrack Prototipo, 2007
- Seat Tribu Concept, 2007
- Seat CoupeSport "Bocanegra", 2008